# Batalla de Carnuntum

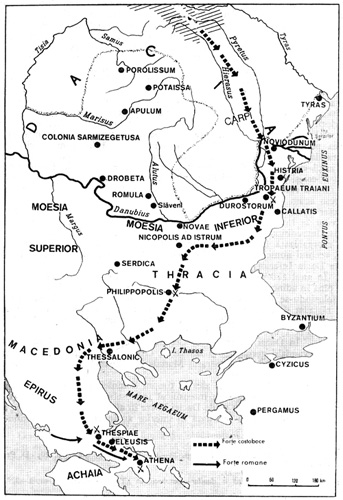
Batalla de Carnuntum

La batalla de Carnuntum tuvo lugar en el año 170 D.C. durante las Guerras marcomanas. En la primavera de 170 d. C., enjambres de bandas de guerreros alemanes atacaron las provincias romanas a lo largo del río Danubio. Para promover este esfuerzo y para protección mutua, el rey de los Marcomanni, Ballomar, había formado una alianza con la tribu Quadi. El emperador romano Marco Aurelio con su yerno y el principal asesor militar Tiberio Claudio Pompeyo cruzaron el río Danubio para hacer retroceder a los invasores. Los romanos y los germanos se reunieron en las afueras de Carnuntum, en la Alta Panonia, que era el cuartel general de la 14.ª Legión. El ejército romano era inexperto y superado, y la batalla que siguió fue un desastre para los romanos. Aunque las legiones lucharon duro y valientemente, no fueron rival para los guerreros germanos. 20 000 romanos fueron asesinados. Después de esta victoria los alemanes sitiaron  Aquilea y saquearon  Opitergium. Carnuntum fue la peor derrota romana en un siglo.

## Historiografía
Solamente hay una fuente antigua para la batalla y es Lucian en su libro Alexander que es una polémica o una sátira ingeniosa dirigida a Alejandro de Abonutico, dependiendo del punto de vista. La descripción de 20 000 muertos romanos podría haber sido descartada por los historiadores, si no fuera por el hecho de que otras informaciones históricas en esa obra están apoyadas por autores antiguos independientes y por evidencias epigráficas y numismáticas.
La cronología de los eventos de las Guerras Marcománicas tiene varios problemas, pero los eruditos ahora están de acuerdo en que estos eventos tuvieron lugar en la primavera del 170 d. C.